# Charles Sargeant Jagger
Charles Sargeant Jagger (Kilnhurst, Yorkshire and the Humber, 1885. december 17. – London, 1934. november 16.) brit szobrász. Számos első világháborús emlékmű elkészítésében működött közre Nagy-Britanniában és külföldön egyaránt.

## Pályafutása
A yorkshire-i Kilnhurstben született. Tizennégy éves korában ezüstgravírozó tanonc lett a Messrs Mappin & Webb cégnél, ahol megengedték, hogy a munka mellett művészeti tanulmányokat folytasson. 1903-ban elnyerte a Royal College of Art művészeti egyetem ösztöndíját, ahol Édouard Lantéri tanítványa és segédje lett. 1914-ben, második angolként, elnyerte a francia akadémia Róma-ösztöndíját, de az első világháború kitörése miatt nem tudott élni a lehetőséggel.
Jagger a háborúban lövést kapott a vállába Gallipolinál, mérges gázt lélegzett be Franciaországban és megsebesült Flandriában is. Bátorságáért Hadi Kereszt kitüntetést kapott. Kevéssel a háború vége előtt az információs minisztérium hivatásos háborús művésszé (Official War Artist) nevezte ki, aminek köszönhetően számos megrendelést kapott emlékművek készítésére.
1923-ban a a szobrászok királyi társaságának tagjává választották. 1926-ban és 1933-ban elnyerte a testület aranymedálját. 1926-ban a Királyi Művészeti Akadémia társult tagja lett, ami a rendes tagság előszobáját jelentette. 1934-ben elhunyt. Halálában közrejátszottak háborús sebesülései, valamint az, hogy rendkívül sokat dolgozott. Londoni otthonán (Albert Bridge Road 67.) kék emléktábla jelzi az egykori lakót.

## Híresebb munkái
- A Királyi Tüzérség első világháborús emlékműve – A Londonban felállított emlékművet 1925. október 18-án leplezték le.[7][8] Mivel az emlékmű jelentősen eltért a kortárs háborús alkotások többségét jellemző szimbolikus és idealizáló megközelítéstől, ellentmondásos volt a fogadtatása,[9] különösen az elesett katonát ábrázoló szoboré.[6]
- Great Western Railway háborús emlékmű – A Great Western Railway vasúttársaság elesett dolgozóinak emlékműve a  Paddington pályaudvaron áll. Fő eleme a bronzszobor, amely egy nagykabátos, báránybőr mellényes, sálas, sisakos, levelet olvasó brit katonát ábrázol. Hátterét egy márványból készített kenotáfium formájú építmény adja.[10]
- Kelham-feszület – A szoborcsoport három méretarányos alakból állː a keresztre feszített Jézusból, Szűz Máriából és Keresztelő Jánosból.[6]
- Ernest Shackleton-szobor – A sarkkutató szobrát a Brit Királyi Földrajzi Társaság rendelte meg Charles Sargeant Jaggertől.[6]
- Dzsaipur-emlékoszlop – Az indiai Delhiben álló oszlopot Sir Edwin Lutyens brit építész tervezte. Az oszlop annak állít emléket, hogy Calcutta helyett Delhi lett India fővárosa. Jagger két szobrot készített hozzá.[11]
- Briteket segítő belgák emlékműve – A Brüsszelben felállított emlékmű azon belgák előtt tiszteleg, akik az első világháború idején a földjükön harcoló brit sebesülteknek, hadifoglyoknak segítettek. 1923-ban a walesi herceg, a későbbi VIII. Eduárd brit király leplezte le.[12]
- Nieuport-i brit emlékmű – 1928-ban felavatott első világháborús emlékmű, amely a belgiumi Nieuport közelében elesett és ismeretlen helyen nyugvó nemzetközösségi katonák előtt tiszteleg.[13]
- Cambrai-emlékmű – A Franciaországban álló építmény falaira 7048 olyan brit és dél-afrikai katona nevét vésték fel, aki elesett a cambrai-i csatában, és ma ismeretlen helyen nyugszik. Charles Sargeant Jagger a domborműveket készítette.[14]
- Senki földje – A nagyméretű bronz domborművet Rómában, saját háborús emlékei alapján készítette. Ma a londoni Tate múzeum gyűjteményében van.[15]

## Jagger alkotásai

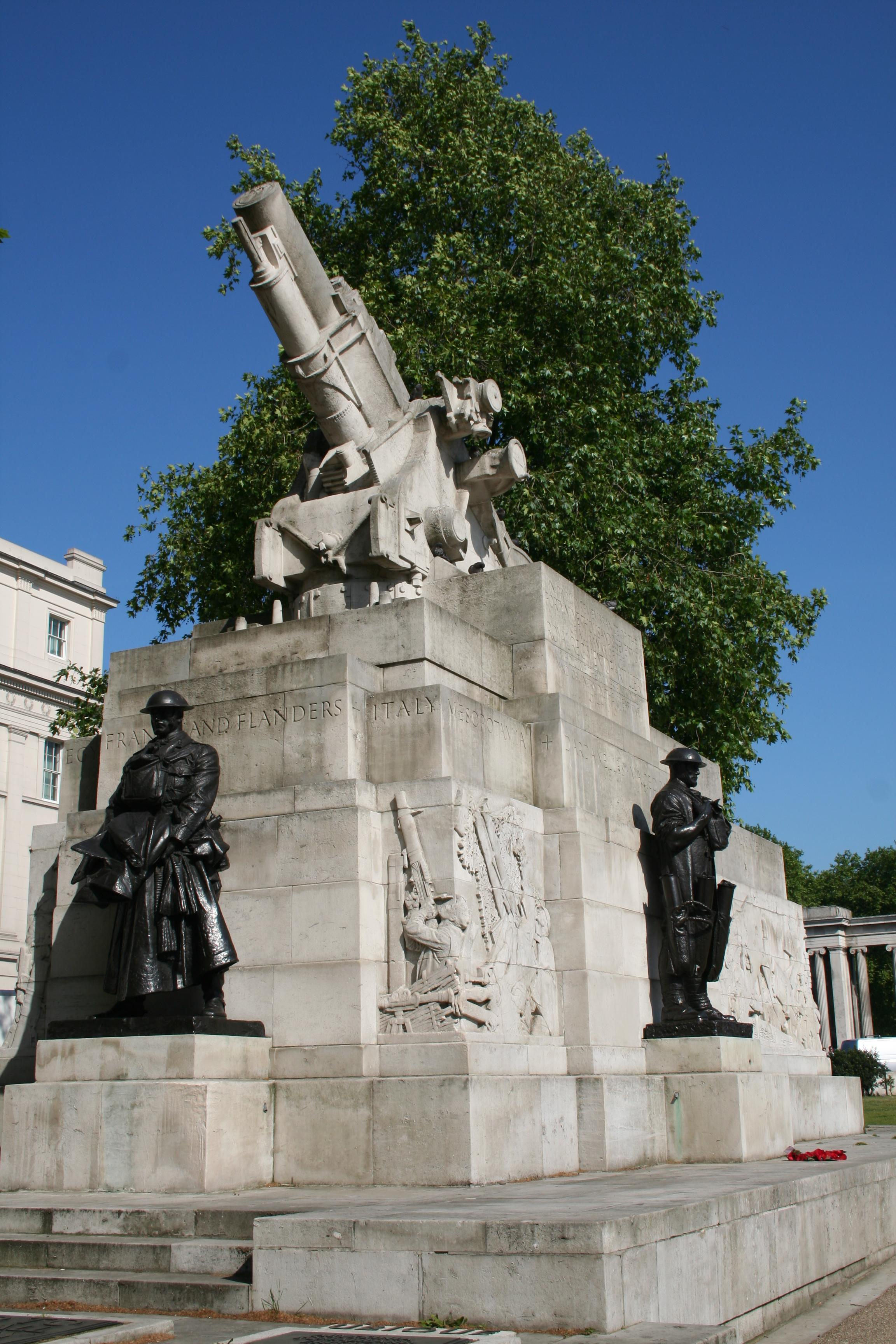
Tüzéremlékmű
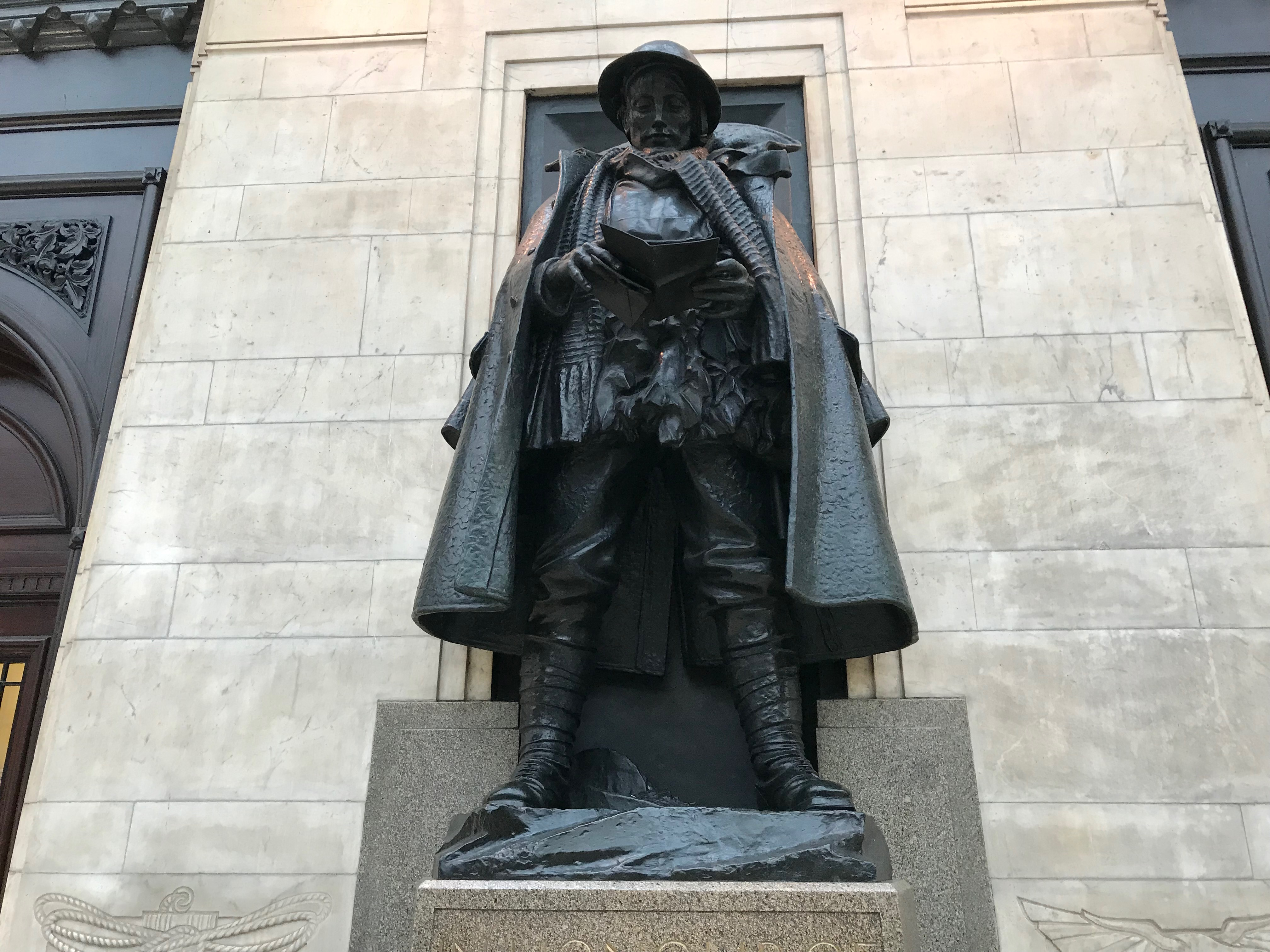
GWR-emlékmű
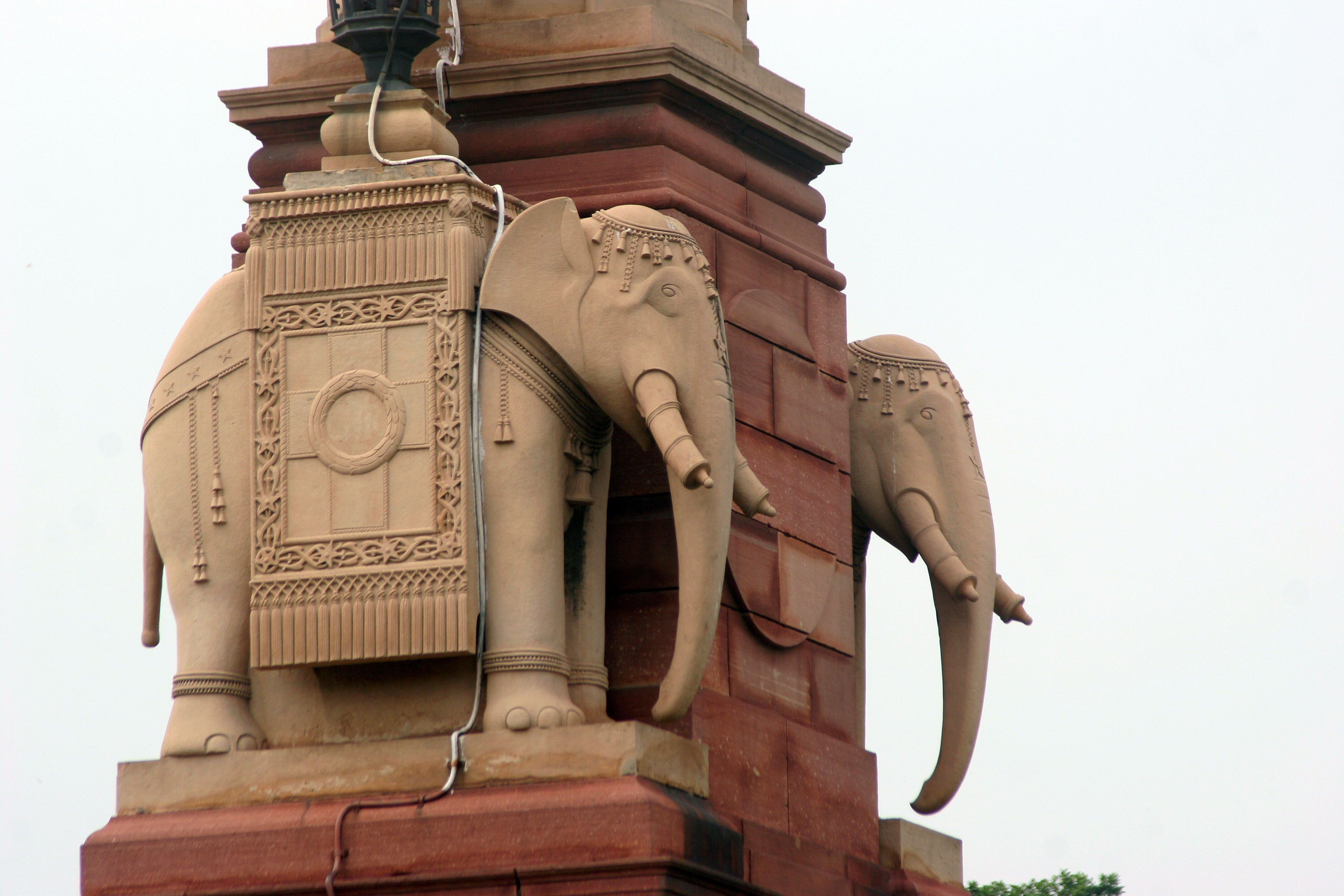
Államfői palota, Delhi
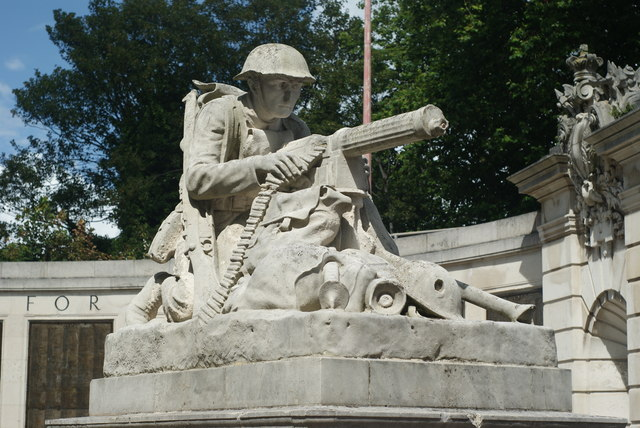
Portsmouth-i emlékmű
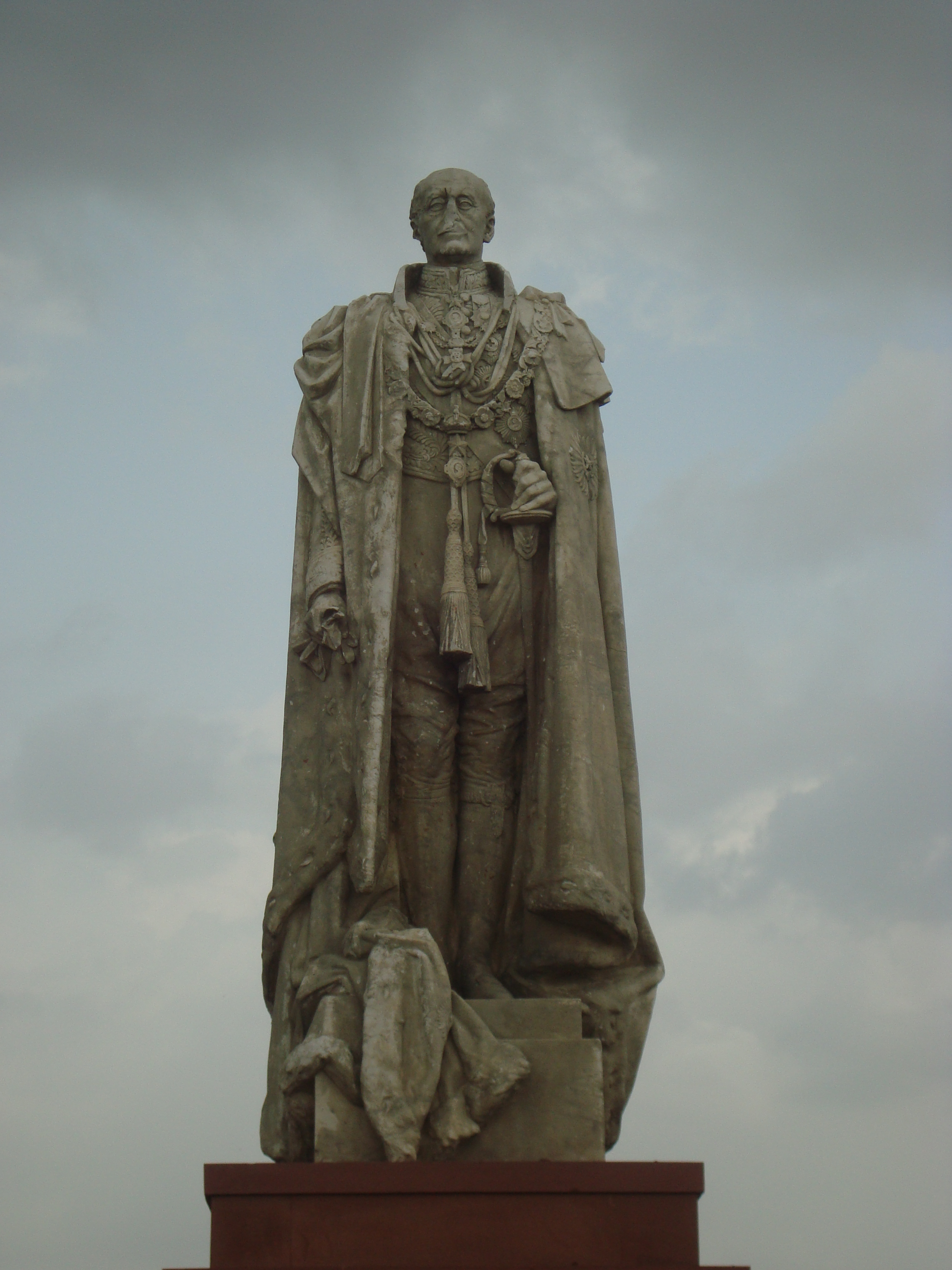
Harding-szobor
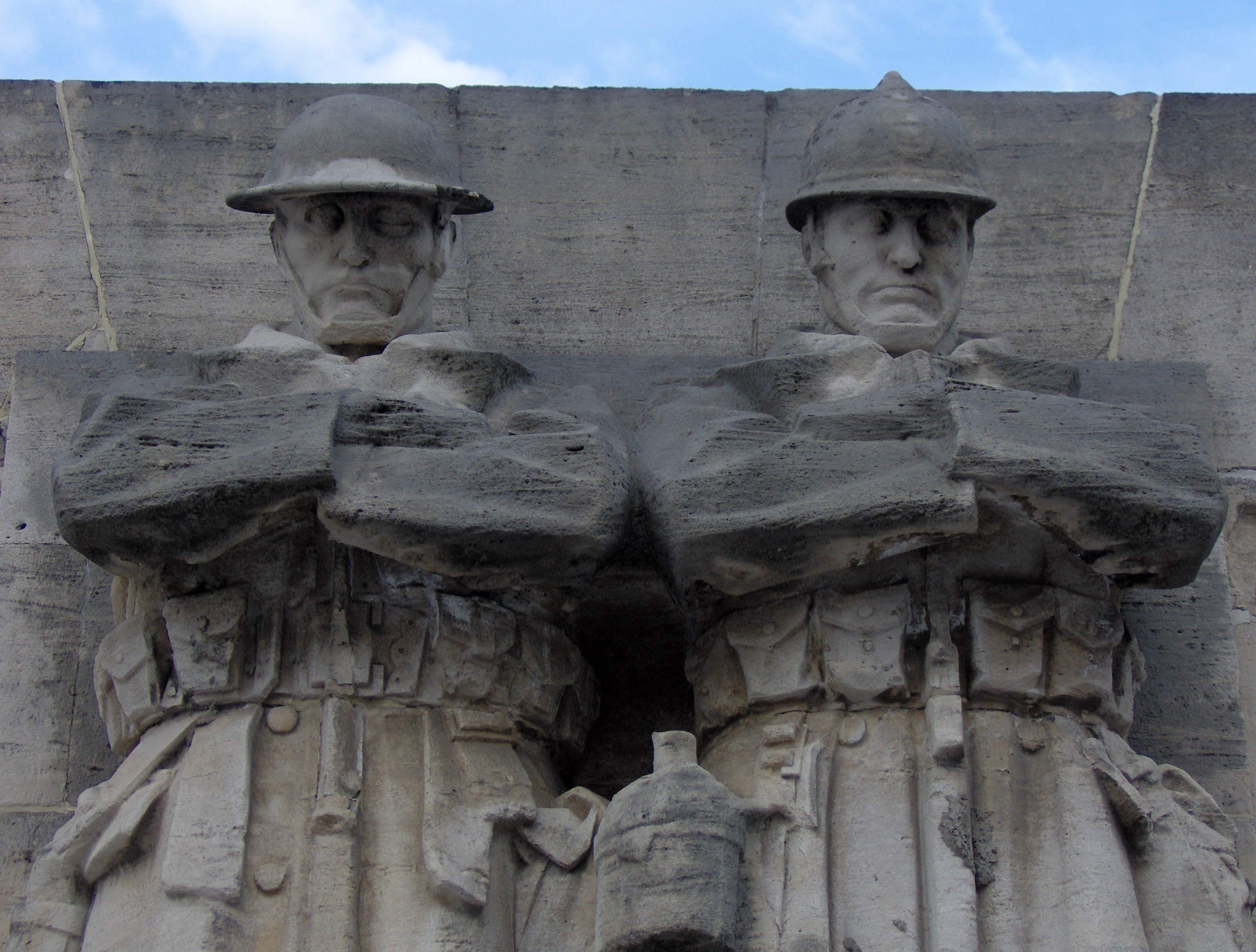
Brüsszeli emlékmű